# Сашчоара (Валча)
Сашчоара (рум. Sășcioara) насеље је у Румунији у округу Валча у општини Затрени. Oпштина се налази на надморској висини од 242 m.

## Становништво
Према подацима из 2002. године у насељу је живело 607 становника, од којих су сви румунске националности.